# Podoces
Podoces és un gènere d'ocells de la família dels còrvids (Corvidae). Habiten zones semidesèrtiques de Mongòlia i Àsia central.

## Taxonomia
Segons la Classificació del Congrés Ornitològic Internacional (versió 14.2, 2024) aquest gènere està format per 4 espècies:
- Podoces hendersoni - gaig terrestre de Mongòlia.
- Podoces biddulphi - gaig terrestre de Xinjiang.
- Podoces panderi - gaig terrestre de Pander.
- Podoces pleskei - gaig terrestre de Pleske.